# Canton de Salon-de-Provence-1
Le canton de Salon-de-Provence-1 est une circonscription électorale française du département des Bouches-du-Rhône créée par le décret du 27 février 2014 et entrée en vigueur lors des élections départementales de 2015.

## Histoire
Un nouveau découpage territorial des Bouches-du-Rhône entre en vigueur à l'occasion des élections départementales de mars 2015, défini par le décret du 27 février 2014, en application des lois du 17 mai 2013 (loi organique 2013-402 et loi 2013-403). Les conseillers départementaux sont, à compter de ces élections, élus au scrutin majoritaire binominal mixte. Les électeurs de chaque canton élisent au Conseil départemental, nouvelle appellation du Conseil général, deux membres de sexe différent, qui se présentent en binôme de candidats. Les conseillers départementaux sont élus pour 6 ans au scrutin binominal majoritaire à deux tours, l'accès au second tour nécessitant 12,5 % des inscrits au 1er tour. En outre la totalité des conseillers départementaux est renouvelée. Ce nouveau mode de scrutin nécessite un redécoupage des cantons dont le nombre est divisé par deux avec arrondi à l'unité impaire supérieure si ce nombre n'est pas entier impair, assorti de conditions de seuils minimaux. Dans les Bouches-du-Rhône, le nombre de cantons passe ainsi de 57 à 29.
Le nouveau canton de Salon-de-Provence-1 est formé de communes des anciens cantons d'Eyguières (4 communes), de Saint-Rémy-de-Provence (4 communes), d'Orgon (3 communes), d'Arles-Est (1 commune) et de Tarascon (2 communes). Le canton est entièrement inclus dans l'arrondissement d'Arles sauf pour la commune de Salon-de-Provence qui fait partie de l'arrondissement d'Aix-en-Provence. Le bureau centralisateur est situé à Salon-de-Provence.

## Représentation
| Période élective | Période élective | Mandat | Mandat   | Identité            | Nuance | Nuance | Qualité                                                                                       |
| ---------------- | ---------------- | ------ | -------- | ------------------- | ------ | ------ | --------------------------------------------------------------------------------------------- |
| 2015             | 2021             | 2015   | 2021     | Marie-Pierre Callet |        | LR     | Conseillère municipale de Maussane-les-Alpilles 6ème Vice-Présidente du Conseil départemental |
| 2015             | 2021             | 2015   | 2021     | Henri Pons          |        | UDI    | Maire d'Eyguières Conseiller départemental délégué                                            |
| 2021             | 2028             | 2021   | en cours | Marie-Pierre Callet |        | LR     | Conseillère sortante, 5ème Vice-Présidente du conseil départemental                           |
| 2021             | 2028             | 2021   | en cours | Henri Pons          |        | HOR    | Conseiller sortant                                                                            |

### Résultats détaillés

#### Élections de mars 2015
À l'issue du 1er tour des élections départementales de 2015, trois binômes sont en ballottage : Gisèle Buisson et José Delcroix (FN, 31,96 %), Marie-Pierre Callet et Henri Pons (Union de la Droite, 31,67 %) et Magali Andreani et Hervé Chérubini (DVG, 24,17 %). Le taux de participation est de 54,20 % (27 583 votants sur 50 887 inscrits) contre 48,55 % au niveau départemental et 50,17 % au niveau national.
Au second tour, Marie-Pierre Callet et Henri Pons (Union de la Droite) sont élus avec 61,18 % des suffrages exprimés et un taux de participation de 55,82 % (15 646 voix pour 28 405 votants et 50 890 inscrits).

#### Élections de juin 2021
Le premier tour des élections départementales de 2021 est marqué par un très faible taux de participation (33,26 % au niveau national). Dans le canton de Salon-de-Provence-1, ce taux de participation est de 35,79 % (18 712 votants sur 52 277 inscrits) contre 32,44 % au niveau départemental. À l'issue de ce premier tour, deux binômes sont en ballottage : Marie-Pierre Callet et Henri Pons (Union au centre et à droite, 46,01 %) et Romain Baubry et Laëtitia Occhiminuti (RN, 32,87 %).
Le second tour des élections est marqué une nouvelle fois par une abstention massive équivalente au premier tour. Les taux de participation sont de 34,3 % au niveau national, 35,52 % dans le département et 37,92 % dans le canton de Salon-de-Provence-1. Marie-Pierre Callet et Henri Pons (Union au centre et à droite) sont élus avec 64,72 % des suffrages exprimés (12 017 voix pour 19 830 votants et 52 292 inscrits),,.

## Composition
Le canton de Salon-de-Provence-1 est composé de 14 communes entières et d'une fraction de la commune de Salon-de-Provence : la partie de la commune de Salon-de-Provence située à l'est d'une ligne définie par l'axe des voies et limites suivantes : depuis la limite territoriale de la commune de Lamanon, route départementale 538, chemin de la Lauze, ligne droite perpendiculaire au chemin de la Lauze tracée jusqu'à l'extrémité de l'allée de l'Eissero, allée de l'Eissero, allée de Ponentau (exclue), avenue du Ventouresco (exclue), impasse du Vent-Larg (exclue), avenue du Ventouresco (exclue), résidence Les Farigoules (exclue), rue Vincent-Van-Gogh (incluse), impasse des Tournesols, avenue de Lattre-de-Tassigny, avenue de l'Etoile-du-Berger (exclue), rue de l'Eyssado, rue de la Sarriette (incluse), impasse de la Draisine, chemin des Jardins, boulevard Winston-Churchill, boulevard des Bressons, rue de l'Eyssado, rue Claude-Debussy et son prolongement jusqu'à la route d'Eyguières, route d'Eyguières, boulevard Ledru-Rollin, montée de la Transhumance, rue des Alliés, boulevard David, place Porte-Coucou, rue de Verdun, cours Victor-Hugo, cours Gimon, allée de Craponne, chemin du Vallon, passage longeant la résidence Ciel-de-Provence, rue Antoine-de-Saint-Exupéry, avenue Georges-Guynemer, rond-point de l'Ecole-de-l'Air, route départementale 572, jusqu'à la limite territoriale de la commune de Pélissanne.
| Nom                                       | Code Insee | Intercommunalité                   | Superficie (km2) | Population (dernière pop. légale)                | Densité (hab./km2) | Modifier                                    |
| ----------------------------------------- | ---------- | ---------------------------------- | ---------------- | ------------------------------------------------ | ------------------ | ------------------------------------------- |
| Salon-de-Provence (bureau centralisateur) | 13103      | Métropole d'Aix-Marseille-Provence | 70,30            | Fraction : 18 719 (2022) Commune : 44 553 (2022) | 634                | modifier les données · modifier les données |
| Aureille                                  | 13006      | CC Vallée des Baux-Alpilles        | 21,74            | 1 537 (2022)                                     | 71                 | modifier les données · modifier les données |
| Les Baux-de-Provence                      | 13011      | CC Vallée des Baux-Alpilles        | 18,07            | 262 (2022)                                       | 14                 | modifier les données · modifier les données |
| Eygalières                                | 13034      | CC Vallée des Baux-Alpilles        | 33,97            | 1 740 (2022)                                     | 51                 | modifier les données · modifier les données |
| Eyguières                                 | 13035      | Métropole d'Aix-Marseille-Provence | 68,75            | 6 915 (2022)                                     | 101                | modifier les données · modifier les données |
| Fontvieille                               | 13038      | CC Vallée des Baux-Alpilles        | 40,18            | 3 555 (2022)                                     | 88                 | modifier les données · modifier les données |
| Lamanon                                   | 13049      | Métropole d'Aix-Marseille-Provence | 19,19            | 2 069 (2022)                                     | 108                | modifier les données · modifier les données |
| Mas-Blanc-des-Alpilles                    | 13057      | CC Vallée des Baux-Alpilles        | 1,57             | 537 (2022)                                       | 342                | modifier les données · modifier les données |
| Maussane-les-Alpilles                     | 13058      | CC Vallée des Baux-Alpilles        | 31,60            | 2 396 (2022)                                     | 76                 | modifier les données · modifier les données |
| Mouriès                                   | 13065      | CC Vallée des Baux-Alpilles        | 38,35            | 3 471 (2022)                                     | 91                 | modifier les données · modifier les données |
| Orgon                                     | 13067      | CA Terre de Provence               | 34,78            | 2 662 (2022)                                     | 77                 | modifier les données · modifier les données |
| Paradou                                   | 13068      | CC Vallée des Baux-Alpilles        | 16,15            | 2 181 (2022)                                     | 135                | modifier les données · modifier les données |
| Saint-Étienne-du-Grès                     | 13094      | CC Vallée des Baux-Alpilles        | 29,04            | 2 480 (2022)                                     | 85                 | modifier les données · modifier les données |
| Saint-Rémy-de-Provence                    | 13100      | CC Vallée des Baux-Alpilles        | 89,09            | 9 547 (2022)                                     | 107                | modifier les données · modifier les données |
| Sénas                                     | 13105      | Métropole d'Aix-Marseille-Provence | 30,61            | 6 829 (2022)                                     | 223                | modifier les données · modifier les données |
| Canton de Salon-de-Provence-1             | 1326       |                                    |                  | 64 900 (2022)                                    |                    | modifier les données                        |

## Démographie
En 2022, le canton comptait 64 900 habitants, en évolution de −2,23 % par rapport à 2016 (Bouches-du-Rhône : +2,48 %, France hors Mayotte : +2,11 %).
| 2013   | 2018   | 2022   |
| ------ | ------ | ------ |
| 65 405 | 65 982 | 64 900 |